# Harald Mischak
Harald Mischak (* 4. Juni 1961 in Sankt Pölten) ist ein österreichischer Biochemiker, Hochschullehrer und Unternehmer. Er habilitierte über die biologischen Funktionen der Proteinkinase C. Sein aktueller Forschungsschwerpunkt liegt in der Analyse des menschlichen Proteoms und dessen Veränderungen bei Krankheiten. Er gründete ein Biotech-Unternehmen, das Urintests auf Grundlage der Proteomanalyse zur Früherkennung und Diagnostik von Krankheiten vertreibt.

## Akademischer Werdegang
Mischak besuchte ab 1971 das Realistische Gymnasium in seiner Geburtsstadt St. Pölten, das er 1979 mit der Matura abschloss. Im gleichen Jahr nahm er das Studium der Chemie an der Technischen Universität Wien auf, an das sich ab 1984 die Promotionszeit an gleicher Stelle anschloss. Nach der Promotion 1986 war Mischak bis 1993 als Hochschulassistent am Institut für Biochemie der Universität Wien tätig, wo er sich mit dem Rhinovirus-Rezeptor beschäftigte. Die letzten vier Jahre dieser Zeit verbrachte er dabei in verschiedenen Forschungseinrichtungen der National Institutes of Health (NIH) und des National Cancer Institute in den Vereinigten Staaten. Dort trug er zu der Erforschung der Proteinkinase C und anderer Kinasen bei. Ab 1993 setzte er die Forschungen an der Proteinkinase C als Arbeitsgruppenleiter am Institut für Klinische Molekularbiologie an das GSF – Forschungszentrum für Umwelt und Gesundheit (heute Helmholtz Zentrum) in München fort. Er beschrieb ihre Rolle für die Zelldifferenzierung und maligne Transformation. 1998 wurde er für die Arbeiten zur Proteinkinase C an der Technischen Universität München habilitiert. Er setzte seine Forschungen zu Kinasen am Max-Delbrück-Centrum in Berlin und am Laboratory of Molecular Biology in Bethesda (Maryland) fort. 1999 erhielt er einen Ruf als Professor an die Medizinische Hochschule Hannover, an der er bis 2006 blieb. Seit 2010 ist er Gastprofessor am Institute of Cardiovascular & Medical Sciences der University of Glasgow, wo er eine Arbeitsgruppe zur proteomischen Biomarkerforschung und Systemmedizin leitet.

## Unternehmerische Tätigkeit
In Hannover gründete er zusammen mit dem Nephrologen Hermann Haller im Jahr 2000 die Mosaiques-diagnostics GmbH. Mittlerweile existiert die Mosaiques Diagnostics and Therapeutics AG als Dachgesellschaft dreier Tochterunternehmen: die Mosaiques Diagnostics GmbH ist in der Erforschung und Entwicklung neuer Biomarker tätig und publiziert wissenschaftlich. Mischak ist Chief Scientific Officer der Mosaiques diagnostics and therapeutics AG und Geschäftsführer der Mosaiques Diagnostics GmbH. Die Mosaiques Therapeutics GmbH kooperiert mit forschenden Pharmaunternehmen und setzt die Proteomanalyse in der Medikamentenentwicklung ein. Für die Routinediagnostik wurde die DiaPat GmbH gegründet. Sie vertreibt mehrere Tests zur Früherkennung und Prognoseabschätzung chronischer Erkrankungen wie unter anderem Herzinsuffizienz, Koronare Herzkrankheit, dem Prostatakarzinom und verschiedenen Nierenerkrankungen (wie der diabetischen Nephropathie). Im Lauf des Jahres 2020 wurde auch ein Test zur Früherkennung von schweren Verläufen von Covid-19 entwickelt (DiaPat-Cov-50).
Die Proteomanalytik erfolgt an Urinproben mit einem Verfahren der Kapillarelektrophorese-Massenspektrometrie.